# قارن‌سرا
قارن‌سرا، روستایی است از توابع بخش دودانگه شهرستان ساری در استان مازندران ایران.

## جمعیت
این روستا در دهستان بندرج قرار داشته و براساس آخرین سرشماری مرکز آمار ایران که در سال ۱۳۸۵ صورت گرفته، جمعیت آن ۲۶۱نفر (۶۳خانوار) بوده‌است.